# Рокка-Гримальда
Рокка-Гримальда, Рокка-Ґримальда (італ. Rocca Grimalda, п'єм. La Ròca) — муніципалітет в Італії, у регіоні П'ємонт,  провінція Алессандрія.
Рокка-Гримальда розташована на відстані близько 440 км на північний захід від Рима, 90 км на південний схід від Турина, 27 км на південь від Алессандрії.
Населення — 1495 осіб (2014).

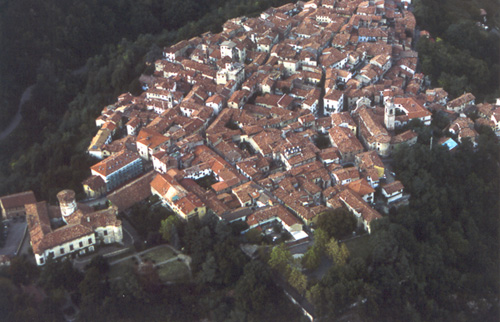

Щорічний фестиваль відбувається 25 липня. Покровитель — San Giacomo.

## Демографія
Населення за роками:

Станом на 1 січня 2023 року в муніципалітеті офіційно проживало 76 іноземців з 22 країн, серед них 43 громадяни країн Євросоюзу та 1 громадянин України.

## Сусідні муніципалітети
- Капріата-д'Орба
- Карпенето
- Овада
- Предоза
- Сільвано-д'Орба
- Тризоббіо